# Železniční trať Petrovice u Karviné – Karviná
Železniční trať Petrovice u Karviné – Karviná město je jednokolejná normálněrozchodná železniční trať používaná pravidelně pouze pro nákladní dopravu. Jedná se o pozůstatek trati Petrovice u Bohumína (dnes Petrovice u Karviné) – Karvinná hlavní nádraží (dnes Karviná-Doly), která od roku 1898 spojovala Severní dráhu císaře Ferdinanda a Košicko-bohumínskou dráhu. Trať v úseku Karviná město – Karviná hlavní nádraží (nynější Karviná-Doly) byla zrušena po roce 1959 v rámci výstavby přeložky trati Bohumín - Louky nad Olší s novou stanicí Karviná hlavní nádraží, jejíž trasa se s lokálkou z Petrovic křížila. Na zachovaném úseku Petrovice u Karviné – Karviná město byla pravidelná osobní doprava zastavena 26. května 1962.
Zbývající trasa je pak zcela zrušena a snesena. Na mnoha místech v Karviné lze nalézt hektometrovníky, náspy, v lázeňském parku je zachovaný most přes Mlýnku.

## Historie
Dráhu postavila společnost Severní dráha císaře Ferdinanda jednak pro rozvíjející se fryštátský průmysl a jednak pro dopravu lázeňských hostů. Byla 11,4 km dlouhá a nacházely se na ní čtyři zastávky a jedna mezilehlá železniční stanice. Provoz na trati zajišťovala nejprve parní lokomotiva řady 310, poté motorový vůz řady 130 vyrobený ve vagónce Kopřivnice. V Darkově vedla trať po dlouhém ocelovém mostě přes řeku Olši a končila ve stanici Karvinná hlavní nádraží železniční trati KBD. Její petrovické nástupiště bylo naproti výpravní budově KBD a pro přestup byl pro cestující postaven dřevěný most nad kolejemi stanice. Pro potřeby cestujících byla postavena staniční budova, která později byla začleněna pod stanici Karvinná. Propojení kolejí s KBD bylo provedeno později (asi 1909).
Podle jízdního řádu 1918/1919 byla trať 259a a nacházela se na ní stanice Fryštát (dnes Karviná město) a zastávky Roj (později Ráj) a Darkov Lázně (později Karviná-Darkov lázně). V roce 1951 přibyly zastávka Karviná-Stalingrad a V Lipinách.
V roce 1944 německé úřady sloučily okresní město Fryštát s okolními obcemi v jedno město s názvem Karwin-Freistadt. Po druhé světové válce bylo toto sloučení obnoveno, ale již pod názvem Karviná. V květnu 1945 při osvobozování města Rudou armádou byla tato místní dráha dějištěm bitev. Německá armáda v blízkosti městské části Vagónka trhala koleje pomocí speciálního vlaku taženého parní lokomotivou.[zdroj⁠?!]

## Současnost

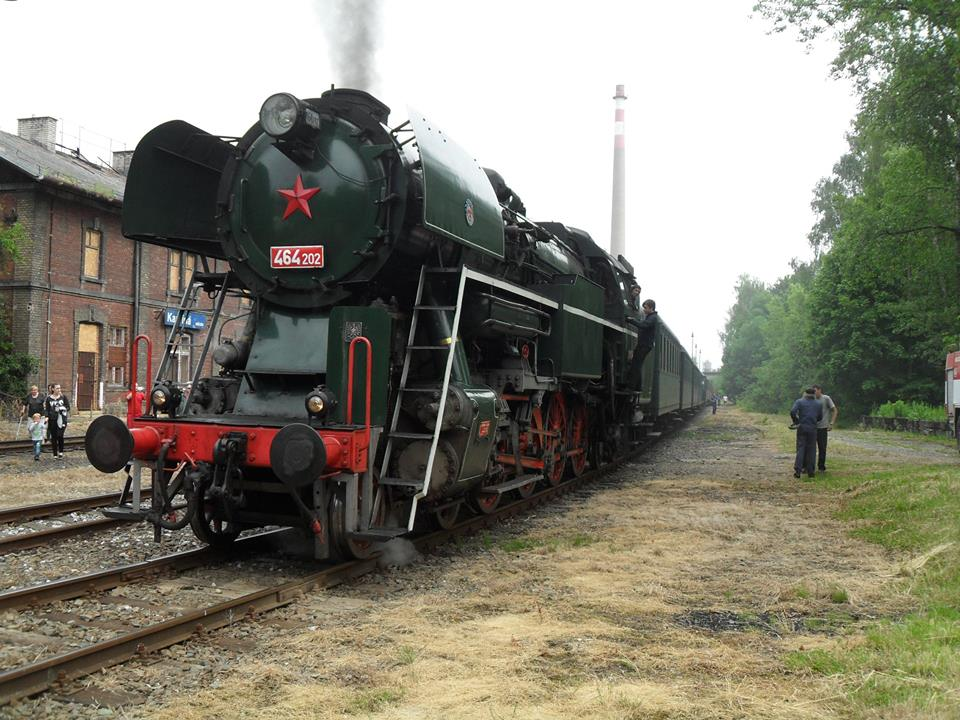
Koncové nádraží Karviná město v centru města

Na zrušené části trati se do současnosti zachovala se řada objektů, které bývalou místní dráhu připomínají. Ze zastávky Karviná-Darkov lázně v na ulici Lázeňská je dnes rodinný domek, zastávka Ráj na ulici Fryštátská je prodejnou květin, z části tratě v Lázeňském parku, včetně bývalého železničního mostu přes říčku Mlýnku, je chodník. Po celé trati, ať už zrušené či stávající části, jsou dochovány samostatně stojící hektometrovníky. Asi nejviditelnějším je hektometrovník s údajem 66. Nachází se v těsné blízkosti bývalého železničního mostu přes Mlýnku v Lázeňském parku a udává vzdálenost od stanice Petrovice u Karviné – 6,6 km. Stanice Fryštát (dnes Karviná město) včetně historické továrničky (Blumenthalova šroubárna), která je na nádraží napojena vlečkovou kolejí, je v zachovalém stavu. V roce 2013 byl podán podnět k zapsání výpravní budovy na seznam kulturních památek, avšak Magistrátem města Karviné zavrhnutý. Rovněž se zvažovalo v budově zřídit malé muzeum této významné místní dráhy.

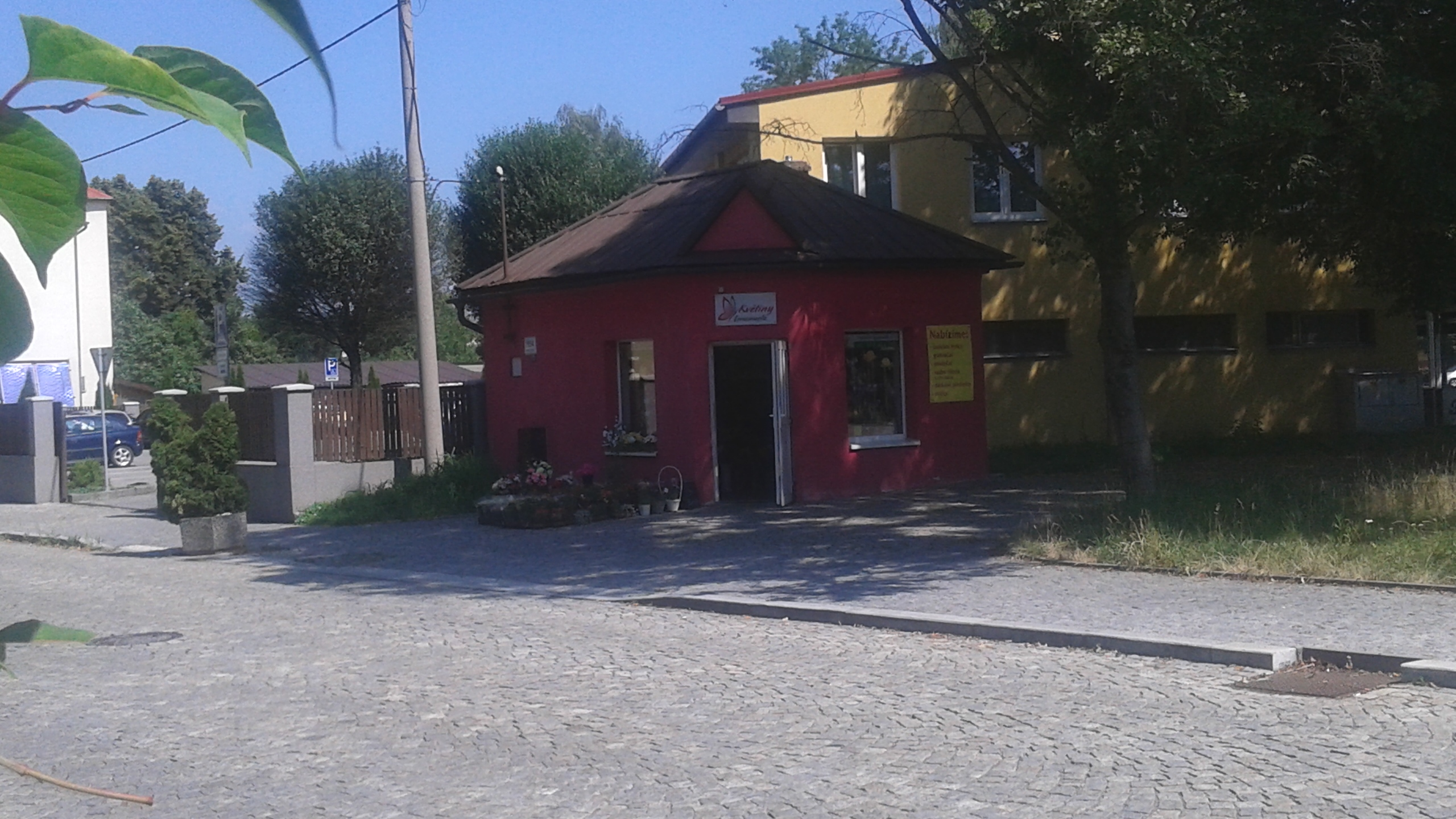
Původní drážní stavba na železnici Petrovice–Fryštát–Karviná. Místo křížení bývalé železniční dráhy a silnice vedoucí z Fryštátu na Český Těšín.

V současné době je nádraží Karviná město koncové, trať bývalé karvinské místní dráhy končí asi 200 m za stanicí. Nádraží je spojeno zachovalou částí tratě do stanice Petrovice u Karviné. Denně zde projíždí několik párů manipulačních vlaků. Několikrát se vedla diskuze o opětovném zavedení osobní dopravy na trati, jako prodloužené tratě č. 326 Dětmarovice – Petrovice – Karviná město, což by výrazně oživilo frekvenci cestujících, a také jako výhodnější varianta cestování do Karviné ve směru od Prahy/Brna/Ostravy s přestupem v Dětmarovicích. Stanice je totiž situovaná v centru města, nedaleko památkové zóny a zámku Fryštát a v dosahu pro cca 30 tisíc obyvatel do 10 minut pěší chůze od nádraží. Jeden den v roce, v den konání městského svátku (červen) se na trati konají jízdy parního vlaku.